# First Division (Malta) 1935/36
Die First Division 1935/36 war die 25. Spielzeit in der Geschichte der höchsten maltesischen Fußballliga. Meister wurden zum achten Mal die Sliema Wanderers.

## Vereine
Im Vergleich zur Vorsaison verzichteten Ħamrun Spartans, Sliema Rangers, FC Marsa und der FC St. George’s auf eine Teilnahme.

## Modus
Die Saison wurde mit Hin- und Rückspielen ausgetragen. Für einen Sieg gab es zwei Punkte, für ein Unentschieden einen und für eine Niederlage keinen Punkt. Bei Punktgleichheit wurde um die Meisterschaft ein Entscheidungsspiel ausgetragen.

## Abschlusstabelle
| Pl. | Verein               | Sp. | S | U | N | Tore    | Quote | Punkte |
| --- | -------------------- | --- | - | - | - | ------- | ----- | ------ |
| 1.  | Sliema Wanderers (P) | 4   | 3 | 0 | 1 | 010:300 | 3,33  | 06:20  |
| 2.  | FC Floriana (M)      | 4   | 2 | 1 | 1 | 009:400 | 2,25  | 05:30  |
| 3.  | Hibernians Paola     | 4   | 0 | 1 | 3 | 002:140 | 0,14  | 01:70  |

Platzierungskriterien: 1. Punkte – 2. Torquotient
| Zum Saisonende 1935/36:                                        |                                           |
| Maltesischer Meister und Pokalsieger 1935/36: Sliema Wanderers |                                           |
|                                                                |                                           |
| Zum Saisonende 1934/35:                                        |                                           |
| (M)                                                            | Amtierender Meister: FC Floriana          |
| (P)                                                            | Amtierender Pokalsieger: Sliema Wanderers |

## Kreuztabelle
| 1935/36          | Sliema Wanderers | FC Floriana | HIB |
| ---------------- | ---------------- | ----------- | --- |
| Sliema Wanderers |                  | 1:2         | 2:1 |
| FC Floriana      | 0:2              |             | 1:1 |
| Ħamrun Spartans  | 0:5              | 0:6         |     |